# Blue Mountains (Nord-ovest Pacifico)
Le Blue Mountains sono una catena montuosa negli Stati Uniti occidentali, situata in gran parte nel Nord-Est dell'Oregon, che si estende nel Sud-Est dello Stato di Washington. La catena ha un'estensione di 10.500 km2 (4.060 miglia quadrate), estendendosi ad Est e Sud-Est di Pendleton, Oregon, fino al fiume Snake lungo il confine Oregon-Idaho. Le Blue Mountains coprono otto contee in due stati; esse sono le contee di Union, Umatilla, Grant, Baker e Wallowa in Oregon e le contee di Walla Walla, Columbia e Garfield nello Stato di Washington. Ospitano l'organismo e tappeto miliale fungino più grande del mondo, l'Armillaria ostoyae. Le Blue Mountains sono state così chiamate per il colore delle montagne se viste da lontano.

## Geologia
Le Blues Mountains sono montagne di sollevamento.
Geologicamente, la catena è una parte del più grande e massiccio altopiano del Columbia, situato nella zona arida dell'Oregon e dello Stato di Washington a Est della Catena delle Cascate. Il picco più elevato della catena è il Rock Creek Butte nella Contea di Baker, Oregon con un'elevazione di 2776 m (9106 ft), su Elkhorn Ridge.
Altre catene montuose nella sezione fisiografica delle Blue Mountains comprendono le Wallowa Mountains (il picco più elevato della catena è il Sacajewea con un'elevazione di 3.000 m (9843 ft)), le Elkhorn Mountains (il picco più elevato è Rock Creek Butte con un'elevazione di 2776 m (9106 ft)) e le Strawberry Mountains (il picco più elevato è la Strawberry Mountain con un'elevazione di 2.756 m (9.042 ft)).

## Storia

### Insediamento dei Nativi Americani
Le valli dei fiumi e i territori meno elevati della catena erano occupati da popoli nativi da migliaia di anni. Le tribù storiche della regione comprendevano i Walla Walla, i Cayuse e gli Umatilla, ora raggruppati insieme nella Tribù Confederate della Riserva Indiana Umatilla, situata principalmente nella Contea di Umatilla in Oregon. La parte meridionale delle Blue Mountains era abitata da diverse differenti bande di Paiute del Nord, una cultura del Gran Bacino. Le tribù Native Americane in origine migrarono verso le Blue Mountains per la caccia e per la pesca del salmone. The Natives used to purposefully burn small parts of the forest in order to create pastures to attract game for hunting.

### Durante l'espansione verso ovest degli Stati Uniti

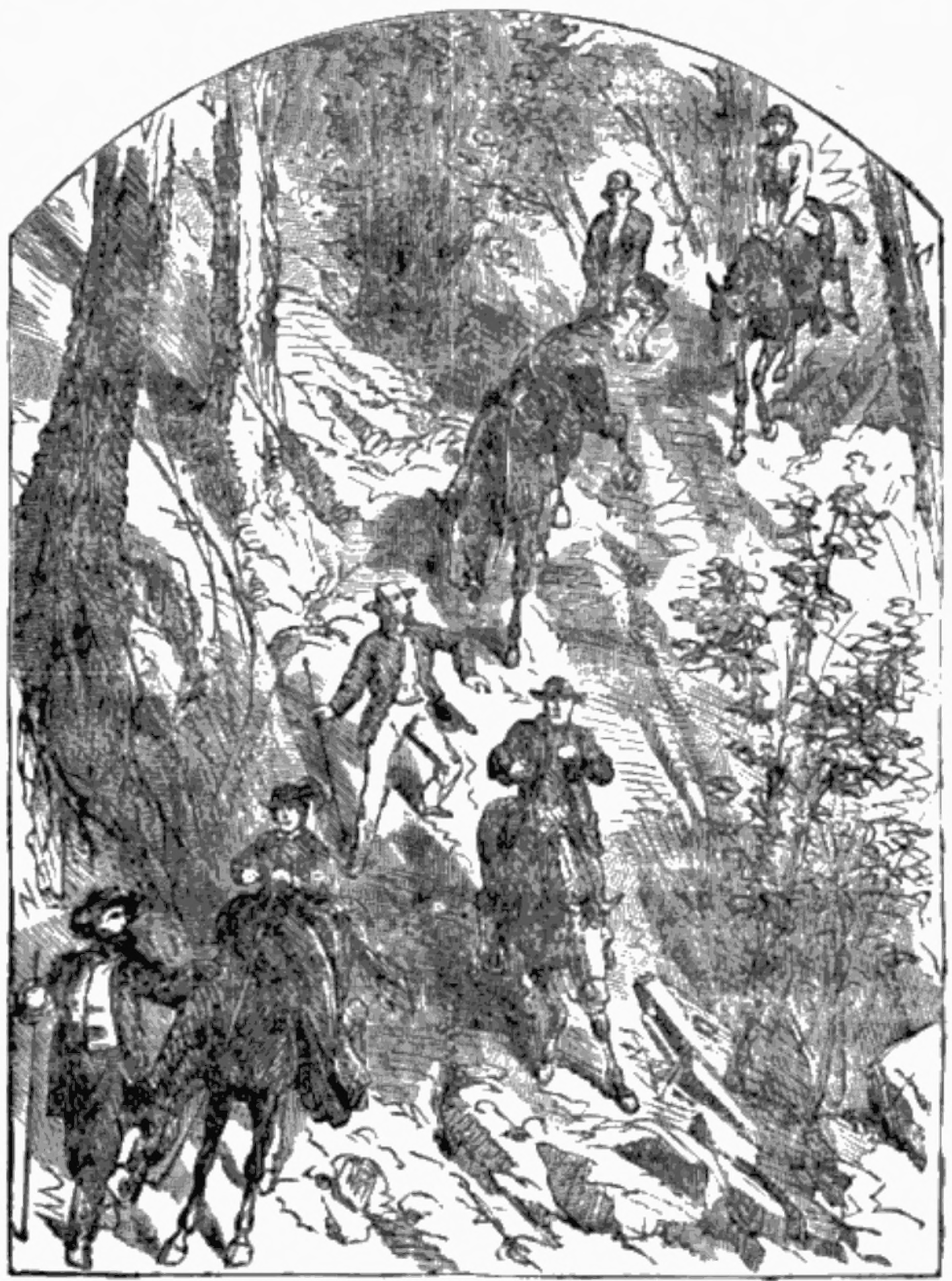
Un gruppo che discende le Blue Mountains nel loro viaggio lungo la Pista dell'Oregon. Tratto da Eleven years in the Rocky Mountains and a life on the frontier di Frances Fuller Victor (1877).

A metà del 1800, le Blue Mountains rappresentavano un formidabile ostacolo per i coloni che viaggiavano sulla Pista dell'Oregon e furono spesso l'ultima catena montuosa che i pionieri americani dovevano attraversare prima di raggiungere lo Stato di Washington sud-orientale vicino Walla Walla o passando per la Gola del Columbia fino alla fine della Pista dell'Oregon nella Willamette Valley vicino Oregon City.

### Viaggi moderni
Attualmente, la catena montuosa è attraversata dall'autostrada Interstate 84, che attraversa la cresta della catena su una vetta di 1.278 m (4.193 piedi), da Sud-Sud-Est a Nord-Nord-Ovest tra La Grande e Pendleton. Il centro abitato di Baker City è situato lungo il fianco sud-orientale della catena montuosa. La U.S. Route 26 attraversa la parte meridionale della catena, attraversando il passo Blue Mountain Summit e raggiungendo un'altitudine di 1.554 m (5.098 piedi).
La catena è attraversata anche dalla linea principale della Union Pacific Railroad tra Portland, Oregon e Pocatello, Idaho, che raggiunge la sommità a Kamela. La sommità si trova sulla suddivisione di La Grande della Union Pacific, che corre tra La Grande e Hinkle.

## Natura
Sulle Blue Mountains nello Stato di Washington, nel 1989, la caccia all'alce è stata regolamentata con una stagione di caccia generale spike-only. Ciò è stato in risposta a un declino della popolazione di alci che ha determinato una pesante prevalenza di esemplari femminili nella popolazione. Dalla metà degli anni 1990 l'area divenne poi nota per i suoi maschi maturi e la loro caccia rappresentava un trofeo. Durante i mesi invernali l'alce preferisce utilizzare "i versanti meridionali moderatamente ripidi" piuttosto che i versanti settentrionali perché i versanti meridionali sono più caldi e contenenti meno neve.
I terreni pubblici nelle Blue Mountains sono gestiti non solo dallo United States Forest Service e dal Bureau of Land Management, ma anche da proprietari terrieri dalle Tribù Confederate della Riserva Indiana di Umatilla. Gli agricoltori, gli allevatori e le tribù, storicamente, hanno lavorato insieme per gestire le terre che condividono, o quelle che gli uni con gli altri hanno come adiacenti, fino a prima che venissero creati lo United States Forest Service, il Dipartimento di Ittica e Fauna Selvatica dell'Oregon, e il Bureau of Land Management. Ora che le agenzie sono diventate sempre più rigorose e punitive nelle loro pratiche di gestione, le industrie agricole, dell'allevamento e della lavorazione del lengo si sono notevolmente ridotte. Sempre più aziende che possono permettersi tutte le licenze, i permessi rispettando le normative stanno acquistando le poche proprietà familiari rimaste.

## Posizione
Gran parte della catena montuosa è inclusa nella Foresta Nazionale di Malheur, nella Foresta Nazionale di Umatilla e nella Foresta Nazionale di Wallowa-Whitman. Numerose aree naturali comprendono parti remote della catena montuosa, includendo la North Fork Umatilla Wilderness, la North Fork John Day Wilderness, la Strawberry Mountain Wilderness e la Monument Rock Wilderness, le quali sono tutte in Oregon. La Wenaha-Tucannon Wilderness si trova a cavallo del confine tra Oregon e Stato di Washington.

## Fiumi
La catena è attraversata da diversi fiumi, tra cui il fiume Grande Ronde e il fiume Tucannon, affluenti del fiume Snake, così come le biforcazioni dei fiumi John Day, Umatilla e Walla Walla, affluenti del fiume Columbia. La parte più meridionale delle Blue Mountains è attraversata dal Silvies River, nell'endoreico bacino Harney.